# Cathalistis
Cathalistis é um gênero de mariposa pertencente à família Acrolophidae.